# Pseudogymnostreptus vagabundus
Pseudogymnostreptus vagabundus är en mångfotingart som beskrevs av Christoph D. Schubart 1945. Pseudogymnostreptus vagabundus ingår i släktet Pseudogymnostreptus och familjen Spirostreptidae. Inga underarter finns listade i Catalogue of Life.